# Xestocephalus youngi
Xestocephalus youngi är en insektsart som beskrevs av Paul S. Cwikla 1985. Xestocephalus youngi ingår i släktet Xestocephalus och familjen dvärgstritar. Inga underarter finns listade i Catalogue of Life.